# 李仙根
李仙根（1631年7月18日—1690年），原名之欽，字子靜，號南津，四川潼川州遂寧縣人，清朝政治人物。《清史稿》有傳。

## 生平
李仙根是順治十一年（1654年）甲午科四川鄉試第二十八名舉人，十八年（1661年）中式辛丑科會試第二百五十二名，一甲第二名進士（榜眼）。授翰林院編修，康熙五年（1666年）升侍讀，八年（1669年）正月與楊兆傑出使安南向黎玄宗宣諭，要求歸還高平四州予莫敬宇，十年（1671年）充經筵講官、日講起居注官，十二年（1673年）升內閣學士，十八年（1679年）任鴻臚寺少卿，二十年（1681年）升戶部右侍郎，二十三年（1684年）降四級調用，二十七年（1688年）任光祿寺少卿，二十九年（1690年）卒。

## 著作
著有《安南使事紀要》、《游野浮生集》、《南津文集》等。

## 家族
高祖李茂華；曾祖李元桂；祖父李友松；父李實，崇禎十六年癸未科進士。母為南明兵部尚書兼東閣大學士呂大器女、呂潛妹。夫人王氏；繼妻陳氏。有四子：李奕振、李奕據、李奕撜及李奕撰。

## 外部連結
- 清代榜眼李仙根与邓小平家族 （页面存档备份，存于）